# オベリスクの門
『オベリスクの門』（オベリスクのもん、The Obelisk Gate）は2016年のN・K・ジェミシンによるサイエンス・ファンタジー小説であり、『第五の季節』に続く《破壊された地球》三部作の二作目で、次作は『輝石の空』（The Stone Sky）。『オベリスクの門』は前作同様に好評を持って迎えられ、ヒューゴー賞 長編小説部門を受賞した。

## 設定
『オベリスクの門』は、（「第五の季節」と呼ばれる）数世紀ごとに訪れる壊滅的な気候変動に苦しむ惑星で唯一の超大陸、スティルネスを舞台にしている。本作は世界の終末を呼び起こしかねない最悪の<第五の季節>から続いている.本作はどちらも魔術的な才能の持ち主（オロジェン）で、『第五の季節』のほとんどで離れ離れになっていた母と娘という二人の主要登場人物に焦点を当てている。プロットは二人が互いを探す旅と、なぜ第五の季節が存在するのかを見出すための努力に焦点を当てている。

## あらすじ
物語は主に前作の初めで故郷から追い出された強力なオロジェンであるエッスン、エッスンの幼い娘であるナッスンの視点で語られる。

### シャファ
エッスンの以前の<守護者>は、『第五の季節』のクライマックスでのエッスンの圧倒的な反撃の後に、水中で目覚める。溺れそうになったとき、自暴自棄になったシャファは、自分や他の<守護者>の能力の源である実体（純粋な怒りの力として現れている）に、短い期間だけ自分の体を支配させる。死にはしなかったものの、脳損傷によって大規模な記憶喪失に陥り、<守護者>としての過去を完全には思い出せなくなった。沿岸の漁民の家族に救出された。<守護者>だった頃の記憶が自分を必要とする少年によって呼び戻され、半ば覚えているような記憶をもとに、二人は南へと旅立つ。

### ナッスン
物語はナッスンの父親が彼女の弟をオロジェンだと気がついた時に遡る。盲目的な怒りに駆られて父親はナッスンの弟を殴り殺し、ナッスンもおそらくオロジェンだろうと推測し、ナッスンを連れて故郷のティリモから逃げる。ナッスンのオロジェニーを「治す」ことができる<守護者>の集団がいると聞いた場所に向かうために南下する。
オロジェンであることが露見しないようにオロジェニーを研ぎ澄ますように厳しく訓練を課す母親のエッスンとの関係がぎくしゃくしているため、常に父親になついていた。とは言うものの、自分がオロジェンであると知ってしまった父親を恐れている。父親は旅の初期にナッスンを殴ってしまうが、すぐに罪悪感に襲われる。しかし、ナッスンは父親に対して心を閉ざすことを学び、本当の父親として見ることをやめてしまう。
二人は多くの困難を乗り越えて南下し、その途中でアラバスターが北方で大陸全体を破壊した影響による荒廃を直接目にする。この破壊によって引き起こされた「第五の季節」は二人が旅するにつれて着実に悪化してゆく。ついに二人は約束の地、フルクラムとは関わっていない<守護者>が管理する、<見いだされた月>と呼ばれる町に到着する。この町は、町についてから何年もの間、町を若いオロジェンたちを保護するために使ってきシャファに率いられている。
ナッスンと父親は<見いだされた月>に落ち着き、ナッスンは<守護者>たちが設立した仮のフルクラムで急速にランクを上げてゆく。ナッスンは、とても強力に自分を守ってくれるシャファを自分の実の父親よりも、より父親らしい相手として結びつきを強くしていった。母親の教え方と<守護者>のそれとは対照的に、オロジェニーが単に熱エネルギーをある場所から別の場所へと移動させることではないことを理解し始め、そしてオロジェンの力の根底にある、生物が生み出す神秘的な銀色のエネルギーを感じ取ることができるようになる。ナッスンの能力は、かつて母親が行っていたように近くに浮かんでいるオベリスクの一つから力を引き出すことを学ぶことができるまでに増大する。ナッスンはこの力を使い、悪夢に見舞われている間に同学者の一人を石に変えてしまい、誤って殺してしまう。
ナッスンが能力を高めるにつれて、父親は彼女の「病気」が「治っていない」ことに気がつき始める。父親はシャファと対峙し、その後でナッスンを殺そうとする。ナッスンは本意ではなかったが、自分の力を使って父親を石に変えてしまう。

### エッスン
エッスンは地下の巨大な晶洞に作られたコムであるカストリマにとどまっている。彼女自身もオロジェンでコムのリーダーでイッカの影響力によて、このコムでは周囲にオロジェンであることを隠すことなく暮らすことが許されている。このコムは、空気再生機や天候の制御などの、魔法によって動作しているらしい晶洞の数多くの神秘的な機能によって維持されている。イッカはオロジェンが居るときだけこの機構が働くと推測している。
現在、カストリマにはエッスンの以前の恋人で、非常に強力なフルクラムのオロジェンであるアラバスターも居る。アラバスターは、現在の<第五の季節>のきっかけとなった大陸全体の破壊のために継続的にオベリスクの力を使っていることから、徐々に体が石に変化して死につつある。アラバスターは、現在では石喰いであることが明らかになった、エッスンがティリモから逃げる旅の道連れだった不思議な少年、ホアと敵対しているらしい、アンチモニーと名付けられた石喰いに見守られている。
アラバスターは、オベリスクとオロジェニーの本質に関係する自分の知識のいくらかをエッスンに授け始める。『第五の季節』の終盤に明らかにされたように、このシリーズの始まる少なくとも数千年前から月が見えなくなっているが、ほとんどの人はかつて月が存在したことに気づいていない。アラバスターは、自分が大陸を破壊したのは、月（その極端な楕円軌道がスティルネスの地質学的不安定さの要因の一つとなっている）を再捕捉し、<第五の季節>を終わらせるためにオベリスクを使う、十分に強力なオロジェンのための生の地質学的な熱とパワーを生み出す手段だったと告げる。アラバスターは、オロジェニーを可能にする本当の基本的な力で、魔法として認識されている、ナッスンが発見した銀のエネルギーも気にしている。アラバスターは、何年も前のエッスンとの子供の死について和解しつつ、自分の体調が悪化するにつれて、エッスンに銀のエネルギーを効果的に使うことを教えることに苦闘する。アラバスターは、近くのオベリスクの一つのパワーと結びつこうとするエッスンを救出するために、最後の力を振り絞ったあとで体が完全に石に変化して死んでしまう。
至る所で、オロジェンとオロジェンではない人々（スティル）がコミュニティで共存するのが簡単ではないことから、カストリマの社会の中の緊張が明らかになる。これらの問題は、はるか北方を本拠地として、カストリマを乗っ取るつもりの敵対するコムであるレナニスの略奪隊が現れたことで一層悪化する。最初の公然とした攻撃では勝つことができなかったが、晶洞の換気口を見つけてコムを包囲し、外に出てこさせようとしている。
選択の余地がなく、カストリマの住人は戦いの準備をする。レナニスの攻撃は、アラバスターとアンチモニーの計画に反対するレナニス側の石喰いの派閥に支援されている。新しい故郷の喪失に直面して、エッスンはアラバスターの訓練をうまく利用してかれの偉業を繰り返し、世界中のすべてのオベリスクの力を利用して<オベリスクの門>を形作った。エッスンは<門>の巨大な力を使って、レナニスの住民すべてを同時に石に変えてしまう。
カストリマは救われたが、晶洞の機構は攻撃によって取り返しのつかないダメージを受けており、コムが残ったとしても飢餓と窒息に直面することになる。住人たちは悪化する<第五の季節>の中で新しい故郷を見つけるために外に出る準備を始める。

## 評価
『オベリスクの門』は出版が待望されており、非常に好意的なレビューを得た。詩人のアマル・エル＝モフタールはNPRへの原稿で、「この本を置くことができなかっただけではなく- 読み終えるために寝食を忘れていたので、コメントするほど息が続かなかった」と述べ、「本作は、私がエピック・ファンタジーのあるべき姿とについて抱いていた期待を棒高跳びで飛び越えて、その可能性を見事に証明している」と続けている。その後、『第五の季節』よりも優れ居ていると信じるWIREDだけではなく、ザ・ヴァージの2016年の優秀サイエンスフィクションおよびファンタジー作品11作にも掲載され、この本は「前作の輝きを基礎に築き上げられた」「信じられないぐらい野心的で重要な小説」と書かれた。
これとは対照的に、 en:Tor.com でナイル・アレクサンダーは、自身が「ミドル・ボリューム症候群」と呼ぶものに陥ったことで『オベリスクの門』に批判的で、この本は
『第五の季節』の内容や勢いを犠牲にして、はるかに貧弱で緩慢なストーリに仕上げっている …… 『オベリスクの門』は、『第五の季節』が壮大で驚きに満ちていたのに対して小さく安全であり、『第五の季節』がスピーディだったのに対して実質的に静的であり …… 残念なことに …… 世界とその仕組みをうまく構築しているが、あれほど素晴らしいスタートを切ったのに、完全に読みやすいとは言え、こんな続編が続くとは ……
と述べている。
一方、WIREDはこの本が症候群、あるいは三部作の中間の本の典型的な「失速」と呼ばれるものを逃れたことでこの本を称賛した。

### 受賞
『オベリスクの門』は2017年のヒューゴー賞長編小説部門を受賞した。これは2016年の『第五の季節』に続くジェミシンの《破壊された地球》三部作の2度目の受賞であり、ジェミシンは20年来で初めて連続した2年間に長編小説部門でヒューゴー賞を獲得した初の作家となった。さらに『オベリスクの門』の勝利は、最優秀長編、中編、短篇および掌編小説で、女性が多い2017年のヒューゴー賞の一端だった。
ヒューゴー賞以外では、ネビュラ賞長編小説部門でノミネートされたが、チャーリー・ジェーン・アンダーズの『空のあらゆる鳥を』に敗れた。本作はen:RT Book Reviewsの2016年最優秀ハイ・ファンタジー小説を受賞した。